# Le Prisonnier du harem
Pour les articles homonymes, voir You Know What Sailors Are.
Pour plus de détails, voir Fiche technique et Distribution.
Le Prisonnier du harem (You Know What Sailors Are) est un film britannique réalisé par Ken Annakin, sorti en 1954.

## Synopsis
Lorsque le Lieutenant Sylvester Green se réveille après une soirée bien arrosée avec deux autres officiers, il ne se doute pas que leur blague de la veille aura des conséquences diplomatiques au niveau international et qu'il va se retrouver prisonnier dans le palais du président d'Agraria.

## Fiche technique
- Titre original : You Know What Sailors Are
- Titre français : Le Prisonnier du harem
- Réalisation : Ken Annakin
- Scénario : Peter Rogers, d'après le roman Sylvester d'Edward Hyams
- Direction artistique : George Provis
- Costumes : Julie Harris
- Photographie : Reginald H. Wyer
- Son : John W. Mitchell
- Montage : Alfred Roome
- Musique : Malcolm Arnold
- Production : Peter Rogers, Julian Wintle
- Production déléguée : Earl St. John
- Société de production : Group Film Productions Limited
- Société de distribution : General Film Distributors
- Pays d'origine :  Royaume-Uni
- Langue originale : anglais
- Format : couleur (Technicolor) — 35 mm — 1,37:1 — son mono
- Genre : Comédie
- Durée : 89 minutes
- Dates de sortie : 
  - Royaume-Uni : 9 février 1954
  - France : 30 mars 1956

## Distribution
- Akim Tamiroff : Président d'Agraria
- Donald Sinden : Lieutenant Sylvester Green
- Sarah Lawson (en) : Betty
- Naunton Wayne : Capitaine Owbridge
- Bill Kerr : Lieutenant Smart
- Dora Bryan : Gladys
- Martin Miller : Professeur Hyman Pfumbaum
- Michael Shepley : Amiral Saint-Just
- Michael Hordern : Capitaine Hamilton
- Ferdy Mayne : Stanislas Voritz of Smorznigov
- Anthony Sharp : M. Humphrey, attaché naval
- Shirley Eaton : figuration